# Darío Scatolaro
Rubén Darío Enrique Scatolaro (Chajarí, Entre Ríos, Argentina, 3 de febrero de 1957) es un exfutbolista argentino. Jugaba de delantero y militó en diversos clubes de Argentina, Chile y España. Es un jugador que jugó mucho tiempo en el fútbol chileno y además, es el padre del actual futbolista Marcelo Scatolaro. Y, es también sobrino y tio de su hermano menor de Luis Américo Scatolaro nacido el 12/02/1963 en la misma localidad de Chajarí Provincia de Entre Ríos.

## Clubes
| Club                           | País      | Año       |
| ------------------------------ | --------- | --------- |
| Boca Juniors                   | Argentina | 1979      |
| Real Murcia C. F.              | España    | 1979-1980 |
| Real Oviedo                    | España    | 1980-1981 |
| Gimnasia y Esgrima de La Plata | Argentina | 1982-1983 |
| Deportes La Serena             | Chile     | 1984      |
| Magallanes                     | Chile     | 1985      |
| O'Higgins                      | Chile     | 1986-1987 |
| San Luis de Quillota           | Chile     | 1989-1990 |
| Deportes Arica                 | Chile     | 1991      |
| Coquimbo Unido                 | Chile     | 1988      |
| Magallanes                     | Chile     | 1995      |
| Santa Teresa de la Torina      | Chile     | 1996      |

## Palmarés

### Campeonatos nacionales
| Título             | Equipo     | País  | Año  |
| ------------------ | ---------- | ----- | ---- |
| Tercera División A | Magallanes | Chile | 1995 |